# Sphaeroma wadai
Sphaeroma wadai là một loài chân đều trong họ Sphaeromatidae. Loài này được Nunomura miêu tả khoa học năm 1994.